# Diecezja Czedżu
Diecezja Czedżu (łac. Dioecesis Cheiuensis, kor. 천주교 제주교구) – rzymskokatolicka diecezja ze stolicą w Czedżu, w Korei Południowej. Biskupi Czedżu są sufraganami arcybiskupów Gwangju. Diecezja obejmuje wyspę Czedżu.
31 grudnia 2010 w diecezji służyło 50 kapłanów, z czego 46 było Koreańczykami a 4 obcokrajowcami. W seminarium duchownym kształciło się 16 alumnów.
W 2010 w diecezji służyło 8 braci i 95 sióstr zakonnych.
Kościół katolicki na terenie diecezji prowadzi 1 klinikę oraz 14 instytucji pomocy społecznej.

## Historia
28 czerwca 1971 papież Paweł VI bullą Quoniam supremi erygował prefekturę apostolską Czedżu. Dotychczas wierni z tych terenów należeli do archidiecezji Gwangju.
21 marca 1977 ten sam papież wyniósł prefekturę apostolską Czedżu do rangi diecezji.

## Biskupi Czedżu
- abp Harold William Henry SSCME[1] (1971–1976) administrator apostolski; emerytowany arcybiskup Gwangju
- Michael Pak Jeong-il (1977–1982) następnie mianowany biskupem Jeonju
- Paul Kim Tchang-ryeol (1983–2002)
- Peter Kang U-il (2002–2020) od 2008 także przewodniczący Konferencji Episkopatu Korei
- Pius Moon Chang-woo (od 2020)